# Paria sexnotata
Paria sexnotata är en skalbaggsart som först beskrevs av Thomas Say 1824.  Paria sexnotata ingår i släktet Paria och familjen bladbaggar. Inga underarter finns listade i Catalogue of Life.